# فیلیپ مک‌کی
فیلیپ مک‌کی (انگلیسی: Philip Mackie؛ ۲۶ نوامبر ۱۹۱۸ – ۲۳ دسامبر ۱۹۸۵) فیلم‌نامه‌نویس، و تهیه‌کننده تلویزیونی اهل بریتانیا بود.
از فیلم‌ها یا مجموعه‌های تلویزیونی که وی در آن‌ها نقش داشته‌است، می‌توان به کلئوپاتراها، ناپلئون و عشق و مغز اشاره نمود.